# Station Reinunga
Het Station Reinunga is een halte in Reinunga in de gemeente Aurland. De halte ligt aan Flåmsbana. Het station, gelegen op ruim 760 meter hoogte, werd gebouwd in 1942.